# Karyn White (album)
Karyn White è il primo album della cantante R&B statunitense omonima, pubblicato globalmente nel 1988 dalla Warner Bros. Records. Il disco raggiunge la prima posizione tra gli album R&B – e ci rimane per sette settimane consecutive – faticando invece a scalare la classifica pop e raggiungendo come posizione massima la casella numero diciannove alla fine del 1989. Il 4 aprile del medesimo anno, la RIAA certifica il milione di copie vendute.
| Recensione | Giudizio |
| ---------- | -------- |
| AllMusic   | [ 1 ]    |

## Tracce
1. The Way You Love Me – 4:56 – Babyface, Reid
2. Secret Rendezvous – 5:38 – Babyface, Reid
3. Slow Down – 4:35 (Steve Harvey, Simmons, White) – Harvey
4. Superwoman – 5:49 – Babyface, Reid
5. Family Man – 4:07 – Babyface, Reid
6. Love Saw It (featuring Babyface) – 5:21 – Babyface, Reid
7. Don't Mess with Me – 4:53 – Babyface, Reid
8. Tell Me Tomorrow – 4:54 (Evan Rogers, Arnie Roman, White) – Jeff Lorber, White
9. One Wish – 4:22 (Ian Prince, Jimmy Scott) – Lorber, Prince

## Classifiche settimanali
| Classifica (1989)         | Posizione massima |
| ------------------------- | ----------------- |
| Regno Unito               | 20                |
| Stati Uniti               | 19                |
| US Top R&B/Hip-Hop Albums | 1                 |